# Trichostomum guepinii
Trichostomum guepinii là một loài rêu trong họ Pottiaceae. Loài này được (Bruch & Schimp.) Müll. Hal. mô tả khoa học đầu tiên năm 1849.